# Дураи
Дж. Ф. Ч. Дураи (там. ஜேஎஃப்சி துரை; 25 февраля 1940, Тируваллур, Британская Индия — 22 апреля 2024, Ченнаи) — индийский кинорежиссёр
, сценарист и кинопродюсер, снимавший фильмы преимущественно на тамильском языке. Лауреат Национальной кинопремии, Filmfare Awards South и кинопремии штата Тамилнад.

## Биография
Родился 25 февраля 1940 года в семье Сэмуэля Джейкоба и Раджаммалы и вырос в Палаянкоттай, округ Тирунелвели. Когда Дураи перешёл в десятый класс, его отец устроился на работу на артиллерийский завод в Авади, и семья переехала в пригород Мадраса. Мать Дураи была школьным учителем, но он сам не был заинтересован в учебе и бросил школу в десятом классе.
Уже тогда юноша решил связать свою жизнь с кино. Из-за того, что отец не одобрял это решение, Дураи перебрался жить к своей сестре. Сестра, работавшая в местной больнице, порекомендовала его встреченному там режиссёру Д. Йогананду, который предложил сначала изучить процесс кинопроизводства. Благодаря помощи Йогананда он устроился в качестве подмастерья в Revathi Recording Theatre к инженеру Т. С. Рангасвами, а затем работал помощником оператора. Он также изучал монтаж у В. С. Раджана, когда позволяло время. Одним из первых фильмов в съемочную группу, которых вошел Дураи, был Pennin Perumai 1956 года.
Работая на студии, Дураи завёл множество знакомств с людьми из киноиндустрии. Позднее актёр Кальян Кумар помог ему стать помощником режиссёра Г. В. Айера. Айер снимал фильмы на языке каннада, так что Дураи пришлось выучить язык. В последствии он даже написал на нём сценарий для фильма Bhagyada Bagilu (1968), в котором звезда кино Раджкумар исполнил свою сотую роль. Фильм имел успех в прокате, что закрепило позицию Дураи в индустрии.
Режиссёр также написал сценарии для нескольких фильмов с Пандари Бай в главной роли. Так что, когда она решила выпустить фильм как продюсер, то пригласила Дураи в качестве режиссёра. Снятый в 1974 году, Avalum Penn Thaane рассказывал о проститутке, которая пытается начать новую жизнь, оставив прошлое позади, однако её история заканчивается трагически. Изначально Дураи был против грустного финала, но был вынужден закончить фильм таким образом, чтобы не вызвать общественного порицания.
Режиссёр продолжил снимать фильмы на тамильском языке. В 1978 году он получил кинопремию штата за лучшую режиссуру, благодаря снятому им фильму Oru Veedu Oru Ulagam с Шобхой в главной роли.
Он сам писал сценарии для своих фильмов, предпочитая делать это сидя на пляже. Однажды, увлекшись настолько, что пропустил последний автобус, он был вынужден возвращаться домой на рикше. По дороге тот рассказал Дураи о жизни таких бедняков, как он. На основе этого рассказа был написан сценарий фильм Pasi (1979). Фильм рассказывал о жизни людей, живущих в крайней нищете, но заканчивался на обнадеживающей ноте. Картина имела огромный успех и продержалась в прокате более 100 дней. Фильм получил Национальную кинопремию и Filmfare Awards South как лучший фильм на тамильском языке, а также кинопремию штата Тамилнад.
Дураи был одним из главных режиссёров тамильского кино в конце 1970-х и 1980-х годов, а бедность была одной из распространенных тем в его работах. Всего он снял 46 фильмов на тамильском, телугу, каннада, малаялам и хинди, работая в качестве сценариста, режиссёра и продюсера. Среди них Neeya? (1979) и Maria My Darling (1980) с Камалом Хасаном, Enga Vathiar (1980) с Нагешем, Kilinjalgal (1981) с Моханом и Пурнимой Джаярам и Thunai (1982) с Шиваджи Ганешаном в главных ролях. В 1984 году режиссёр переснял Pasi на хинди под названием Pet Pyaar Aur Paap. В 1982 году правительство штата отметила его заслуги премией Калаймамани.
Дураи вошел в число жюри Национальной кинопремии в 2011 году, а также был вице-президентом Ассоциации сценаристов Южной Индии.
Режиссёр скончался 22 апреля 2024 года в Ченнаи в возрасте 84 лет.
Дурай был женат на Г. Лалите, в браке с которой родились дочь Сунита и два сына Пракаш и Прамод.